# Дилан Дог
«Дилан Дог» (итал. Dylan Dog) – ежемесячная серия чёрно-белых итальянских комиксов (fumetti) в жанре ужасов, созданная сценаристом Тициано Склави и публикуемая издательством Sergio Bonelli Editore. Серия выходит без перерывов с октября 1986 года, когда был издан первый выпуск («Рассвет живых мертвецов») и насчитывает более 350 номеров.Главный герой серии частный детектив и так называемый «специалист по кошмарам» Дилан Дог. Вместе со своим помощником Граучо он занимается расследования необычных, связанных с паранормальными явлениями, дел.
Несмотря на то, что комиксы выходят в Италии, описываемые в них события происходят главным образом в Лондоне, где живёт протагонист, и иногда в других местностях, которые ему приходится посещать во время своих расследований.
«Дилан Дог» является вторым самым продаваемым комиксом в Италии после серии «Текс» (итал. Tex) того же издательства, около 120 000 проданных копий каждый месяц и это только с учётом основной серии. Помимо неё Дилан Дог является главным героем ещё нескольких постоянных серий, выходящих реже главной. За пределами Италии комиксы о «специалисте по кошмарам» выходили в том числе на английском, немецком, польском, сербском и русском языках.
Популярность комикса привела к появлению кино, компьютерных игр и радиопостановок о Дилане Доге, а также нескольких музыкальных произведений с упоминаниями о нём.

## Главные герои

### Дилан Дог
Дилан Дог – специалист по кошмарам (итал. L'indagatore dell'incubo), детектив, занимающийся расследованием паранормальных явлений.
Дилан живёт вместе со своим ассистентом Граучо в заваленной всевозможными вещами квартире по адресу: 7 Крэйвен Роуд, Лондон. Он играет на кларнете и занимается сборкой модели корабля, которую ему никак не удаётся довести до конца. У него множество различных фобий, в том числе клаустрофобия (боязнь замкнутого пространства), хироптофобия (боязнь летучих мышей) и акрофобия (боязнь высоты). В прошлом он страдал от алкоголизма, и поэтому сейчас полностью воздерживается от алкоголя. Он вегетарианец и защитник прав животных. Дилан почти не интересуется многими аспектами современной жизни. Он ненавидит мобильные телефоны, а для написания своих мемуаров пользуется пером и чернильницей. Он увлекается чтением (особенно поэзией), музыкой (его предпочтения варьируются от классики до тяжёлого металла) и фильмами ужасов. Несмотря на то что он постоянно на мели, его мало интересуют деньги. Дилан – скептик, и поэтому первый совет, который он даёт своим клиентам, – это обратиться к психологу или психиатру.
Дилан – безнадёжный романтик: почти в каждом номере он влюбляется в новую женщину и неизменно теряет её. По сути, в большинстве случаев его клиентами являются женщины, с которыми он зачастую заводит романы.
Свои расследования Дилан Дог всегда основывает на рациональных гипотезах, однако в конечном счёте ему приходится иметь дело с настоящим кошмаром. Дилан – весьма талантливый детектив, в прошлом работавший в Скотленд-Ярде под руководством инспектора Блоча.

### Граучо
Граучо (итал. Groucho) в прошлом был актёром-комиком, пародирующем Граучо Маркса, но по неизвестной причине он так и остался в этом амплуа в реальной жизни (в томе 228 «За той дверью» (итал. Oltre quella porta) возможной причиной называется потеря памяти). Сейчас он живёт и работает с Диланом в качестве его ассистента. Как и его известный тёзка, Граучо отпускает шутки и флиртует с женщинами, хотя с последними, в отличие от его работодателя, ему везёт меньше. Эксцентричность Граучо компенсирует некоторую угрюмость Дилана. В число задач Граучо входит: напоминать начальнику о наступлении финансовых трудностей (в случае Дилана это явление носит перманентный характер), в нужный момент бросить боссу револьвер и делать чай. Шутки и анекдоты Граучо зачастую раздражают Дилана или любого другого человека, которому они были адресованы, например: «... у меня как-то был пёс, который умел произносить своё имя. Его звали Гав». Во избежание судебного иска со стороны потомков Граучо Маркса, в американском издании переименован в Феликса.

### Инспектор Блоч
Инспектор Блоч (итал. Ispettore Bloch) – друг Дилана Дога и его бывший начальник, когда тот служил в Скотленд-Ярде. Блоч и Дилан зачастую помогают друг другу в расследованиях. Блоч более рационален, чем Дилан, и обычно не принимает сверхъестественное объяснение происходящих событий. Он уже не молод, но тем менее исправно исполняет свой долг и мечтает о выходе на пенсию. Его прообразом стал английский актёр Роберт Морли, а имя, скорее всего, заимствовано у американского писателя-фантаста Роберта Блоха. Несмотря на связь с вышеупомянутым писателем, в русскоязычных изданиях фамилия инспектора была переведена как «Блоч».

## Публикации
По состоянию на февраль 2016 года основная серия насчитывает 354 тома. Помимо неё с 1987 года выходит Speciale Dylan Dog — ежегодные выпуски обычного формата «Дилана Дога», но с большим количеством страниц и, как правило, содержащие одну историю. В 1990 и 1992 году выходили одиночные выпуски-кроссоверы о Дилане Доге и Мартине Мистери. С 1991 по 2014 год издавался Almanacco della Paura — альманах, посвящённый жанру ужасов, кроме комикса в нём печатались различные материалы, такие как обзоры на тематические фильмы и литературу. С 2015 года вместо него издаётся Dylan Dog Magazine. В 1993 года начал выходить Dylan Dog Gigante — 244-страничный ежегодник большего формата, чем обычный выпуск, который обычно содержал несколько историй. Последний его выпуск был опубликован в 2013 году. Серия Dylan Dog Super Book стартовала в 1997 году. Первоначально ежеквартальные, а с 2006 года выходящие раз в четыре месяца выпуски, печатаются в твёрдых обложках и не имеют строго определённого числа страниц. Maxi Dylan Dog публикуется с 1998 года. Это 292-страничный ежегодник, содержащий несколько сюжетов. В 2011, 2012 и 2013 годах комикс выходил раз в полгода. В 2014 году с 22 номера был переименован в Maxi Dylan Dog Old Boy и начал выходить раз в четыре месяца. Его сюжеты посвящены «классическому» Дилану Догу и происходят в «старом» Лондоне до выхода на пенсию инспектора Блоча. С 2007 года издаётся цветной ежегодник, отпечатанный на высококачественной бумаге — Dylan Dog Color Fest. С 2010 года он перешёл на периодичность в полгода года, а в 2016 начал выходить ежеквартально.
Шесть выпусков серии опубликовало на английском языке издательство Dark Horse Comics в 1999 году. Обложки ко всем номерам нарисовал Майк Миньола. Ещё один выпуск, Dylan Dog: Zed, издательство выпустило в 2002 году. А в 2009 году вся мини-серия из шести номеров была опубликована в составе одного 680-страничного тома. В январе 2016 года издательство Epicenter Comics объявило о том, что станет выпускать «Дилана Дога» на английском языке.
Первый комикс из цикла («Dylan Dog. Рассвет живых мертвецов») был опубликован на русском языке в 2007 году издательством Green Cat вместе с ещё тремя комиксами Sergio Bonelli Editore: «Tex. Охота за человеком», «Mister No. Черная магия» и «Martin Mystere. Люди в чёрном». С 2013 года переводит и выпускает на русском серию белорусское издательство Smart Owl. Им было издано 12 первых томов серии: "Ночь живых мертвецов" (итал. L’alba dei morti viventi), "Джек Потрошитель" (итал. Jack lo squartatore), "Ночи полнолуния" (итал. Le notti della luna piena)  "Призрак Анны Невер" (итал. Il fantasma di Anna Never) "Убийцы" (Gli uccisori) "Красота дьявола" (La bellezza del demonio) и "Сумеречная зона" (La zona del crepuscolo).

## Критика и награды
Большим поклонником серии был итальянский писатель Умберто Эко. В отношении комикса стало знаменитой первая фраза из его цитаты: «Я могу целыми днями читать Библию, Гомера и „Дилана Дога“ не отрываясь. Конечно, „Дилан Дог“ не является произведением искусства, как сонеты Петрарки или „Декамерон“ Боккаччо, но это культовая работа, как „Божественная комедия“ Данте или „Касабланка“ Майкла Кёртиса ... Это хорошая компания».
Российский кинокритик и киновед Дмитрий Комм в своей книге «Формулы страха. Введение в историю и теорию фильма ужасов» назвал Дилана Дога самым популярным персонажем в истории итальянских комиксов. Однако, по мнению киноведа «книги о нём по всем статьям оказались шагом назад в сравнении с fumetti 70-х». Комм описывал серию так: «Несмотря на заимствованные из классических фильмов ужасов сюжеты (самый первый выпуск назывался ни больше, ни меньше как „Рассвет живых мертвецов“), „Дилан Дог“ не принадлежал к числу fumetti neri; он носил откровенно пародийный характер, избегал детального изображения сцен секса и жестокости (в чем и заключался секрет популярности: большая часть его потребителей — подростки), в то время как «чёрные комиксы» 70-х годов делались в расчете на взрослую аудиторию. Постмодернистские пляски на могилах классиков — вот и всё, что могли предложить аудитории создатели „Дилана Дога“, где даже центральные персонажи были стилизованы под кинозвёзд: сам Дилан срисован с англичанина Руперта Эверетта, а его верный помощник — точная копия Граучо Маркса. Тем не менее, в визуальном отношении „Дилан Дог“ является незаурядным комиксом, и не случайно именно он стал причиной появления последнего (на сегодня) удачного фильма по мотивам fumetti — „Делламорте Делламоре“ Микеле Соави».
Серия трижды была номинирована в разных категориях на британскую премию в области комиксов Eagle Award.
| Награды и номинации | Награды и номинации | Награды и номинации                                      | Награды и номинации | Награды и номинации |
| Год                 | Награда             | Категория                                                | Номинант            | Результат           |
| ------------------- | ------------------- | -------------------------------------------------------- | ------------------- | ------------------- |
| 2000                | Eagle Award         | Favourite Comic (excluding North American and UK titles) | Dylan Dog           | Номинация           |
| 2008                | Eagle Award         | Award for Favourite European Comics                      | Dylan Dog           | Номинация           |
| 2012                | Eagle Award         | Favourite European Comicbook                             | Dylan Dog           | Победа              |

## Экранизации

### «Делламорте Делламоре»

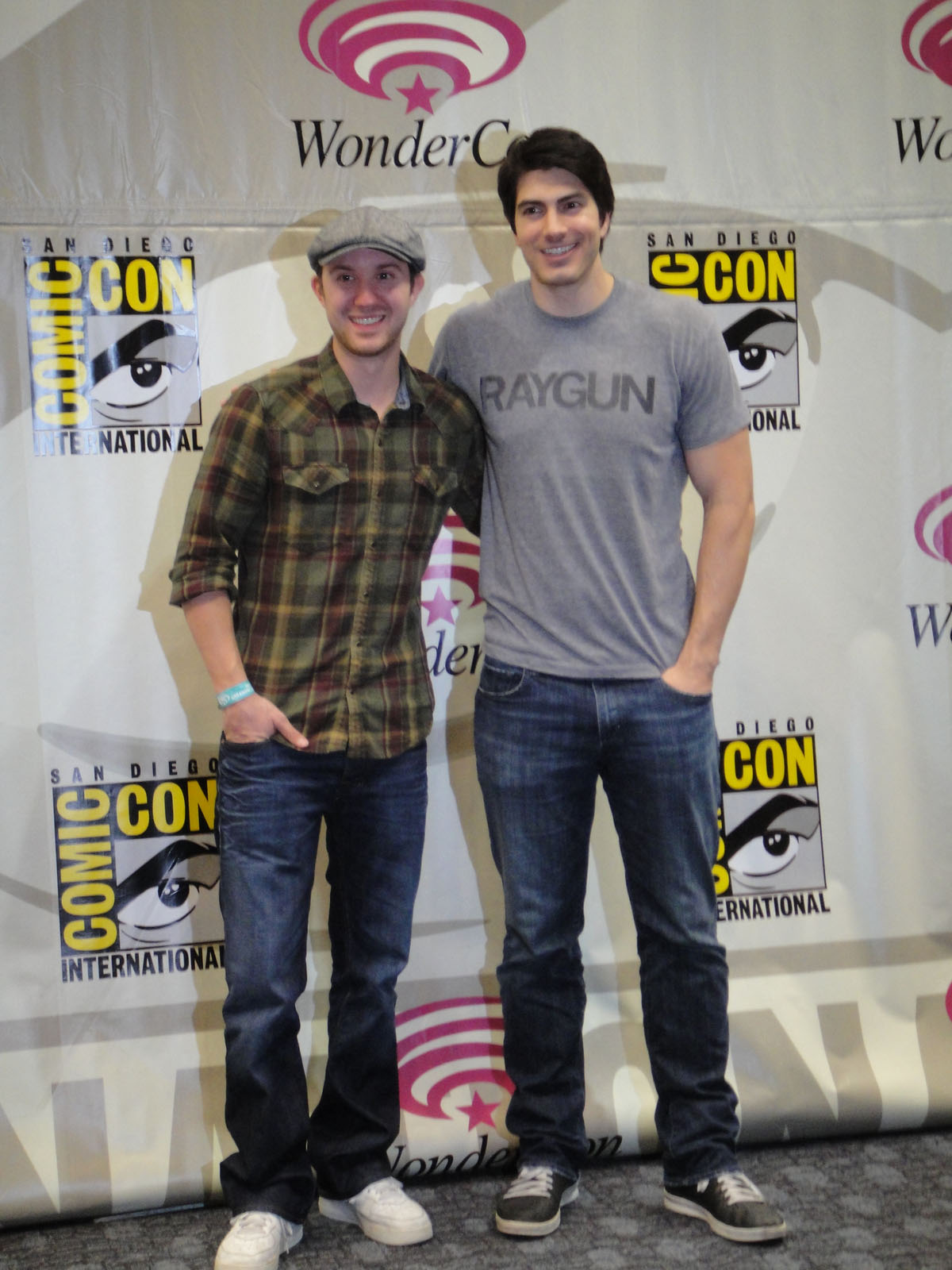
Актёры Сэм Хантингтон и Брэндон Рут на фестивале WonderCon 2011

В 1994 году на экраны вышел фильм «Влюблённый гробовщик» (также известный как «О смерти, о любви», «Смерть и любовь», «Смерть-любовь» и «Делламорте Делламоре») режиссёра Микеле Соави, снятый по мотивам одноимённого романа Тициано Склави, написанного автором ещё до его работы над «Диланом Догом». Главный герой фильма Франческо Делламорте (его роль исполнил Руперт Эверетт, актёр, с которого был срисован Дилан Дог) — смотритель кладбища маленького итальянского городка. По какой-то неизвестной причине мертвецы на этом кладбище, пролежав неделю в гробу, восстают из мертвых, и Франческо приходится умерщвлять их снова. На кладбище Франческо работает не один, а вместе с немым помощником Ягги (Франсуа Хаджи-Лазаро). Оба персонажа, представленные ещё на страницах романа, в 1989 году дебютировали в комиксах о Дилане Доге, в третьем выпуске Speciale Dylan Dog. В номере Дилан и Граучо встретились с Франческо и Ягги как с теми, кого можно считать их «прототипами». «Влюблённый гробовщик» упоминается как «косвенная» экранизация комиксов «Дилан Дог». После выхода на экран картина получила в основном положительные отзывы кинокритиков и считается лучшей в фильмографии Микеле Соави.

### «Дилан Дог: Хроники вампиров»
29 октября 2010 года состоялась мировая премьера фильма «Дилан Дог: Хроники вампиров» режиссёра Кевина Манро. Картина была снята по мотивам комиксов о Дилане Доге и не являлась экранизацией какого-либо выпуска серии. В этой версии частный детектив Дилан Дог в исполнении Брэндона Рута живёт в Новом Орлеане, где расследует паранормальные дела вместе со своим помощником Маркусом (Сэм Хантингтон). Основной сюжет фильма, рассказывает о расследовании убийства отца девушки по имени Элизабет Райан (Анита Брием), который вероятно был убит сверхъестественным существом. Фильм собрал в мировом прокате $4 634 062, тогда как его производственный бюджет составлял 20 млн. долларов. Со стороны кинорецензентов фильм был подвергнут резкой критике.

## Интересные факты
- Дилан Дог получил своё имя в честь валлийского поэта Дилана Томаса.
- Адрес Дилана Дога «7 Крэйвен Роуд» – это дань уважения Тициано Склави американскому кинорежиссёру Уэсли Крэйвену.
- Регистрационный номер автомобиля Дилана Volkswagen Beetle – DYD 666.